# 军用航空器

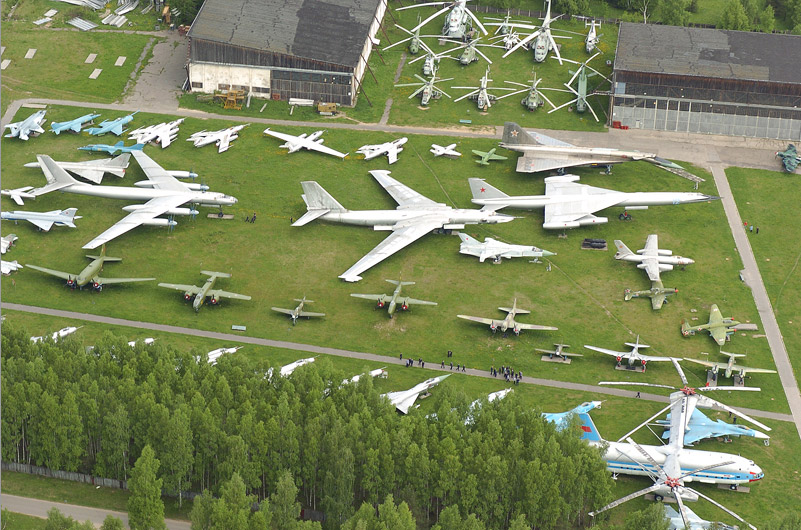
蘇聯航空博物館陳列機

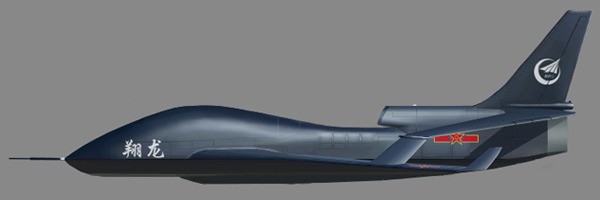
中國人民解放軍翔龍無人機

军用航空器（英語：military aircraft）是用來執行軍事航空任務的航空器，包括固定翼飞机、旋翼机、飞艇和气球。有的航空器是專門針對軍事目的設計，有的則是改裝民用航空器使其可以執行軍事任務，或賦予民用航空器軍用編號使其支援軍事任務。
現代軍隊建立正式編制並大規模使用軍用航空器始於第一次世界大戰時期；當代軍用航空器多數有人操作，擔任空战（即夺取制空权）、空襲、反潜、預警、指揮管制、偵察、電子作戰、運輸等多種任務，也有少數無人航空器可通過遙控執行部分前述任務；但軍用航空器不包含直接作為武器投射的火箭、導彈等。

## 分类

### 飞行器类型
- 飞机
- 直升机
- 热气球
- 飞艇
- 地效飞行器

### 起降场地需求

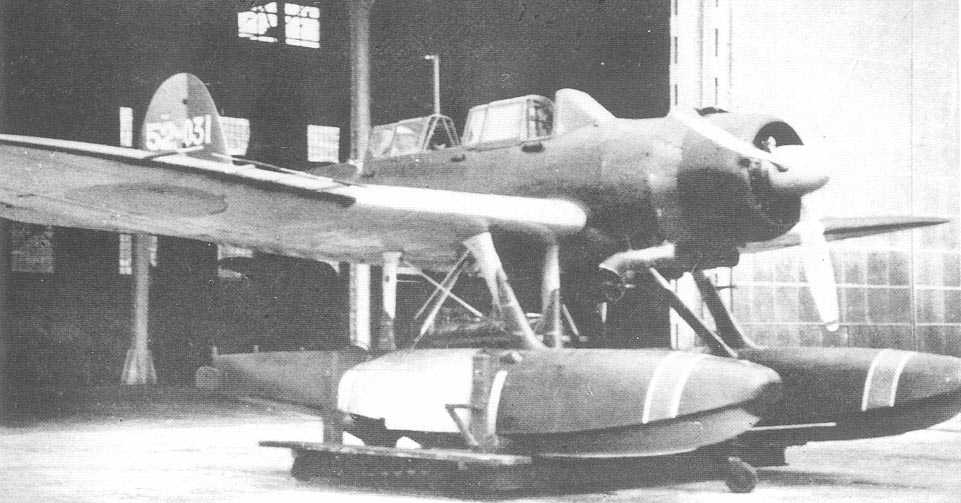
水上飛機

- 軍用機場
- 水上飛機
- 岸基机
- 艦載機
- 垂直短場起降飛機

### 驾驶类型

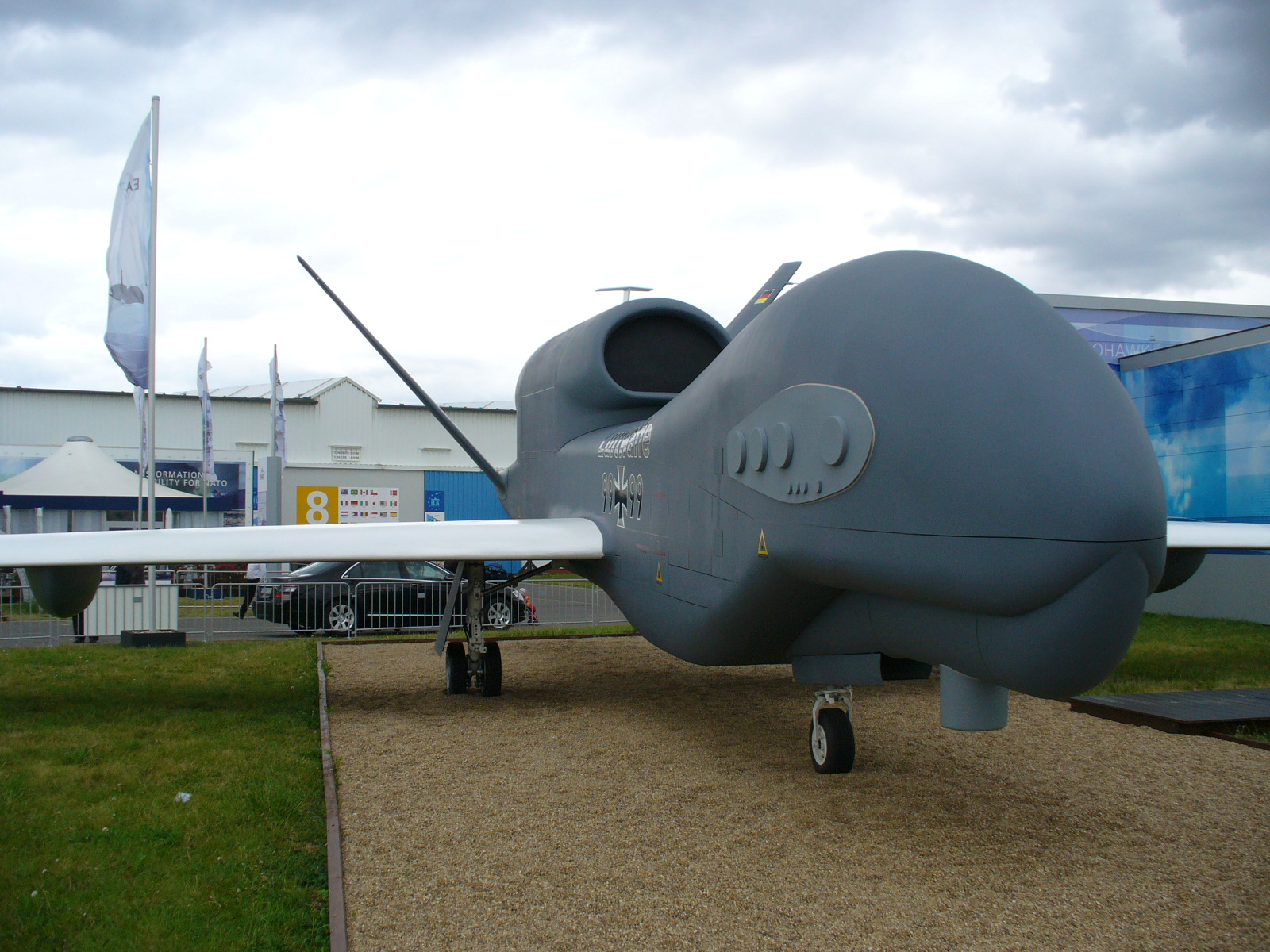
無人飛機：美國研發的全球之鷹無人偵察機

- 有人驾驶飞機
- 無人機

### 固定翼飛機任務分類
- 战斗機（歼击機、攔截機）
- 轰炸機（有战术轰炸机、战略轰炸机、俯冲轰炸机、魚雷轟炸機）
- 战斗轰炸機
- 攻击机又名强击機
- 侦察機
- 预警機
- 電子作戰機
- 反潛機
- 空中加油機
- 運输機
- 教练機

### 直升機任務分類

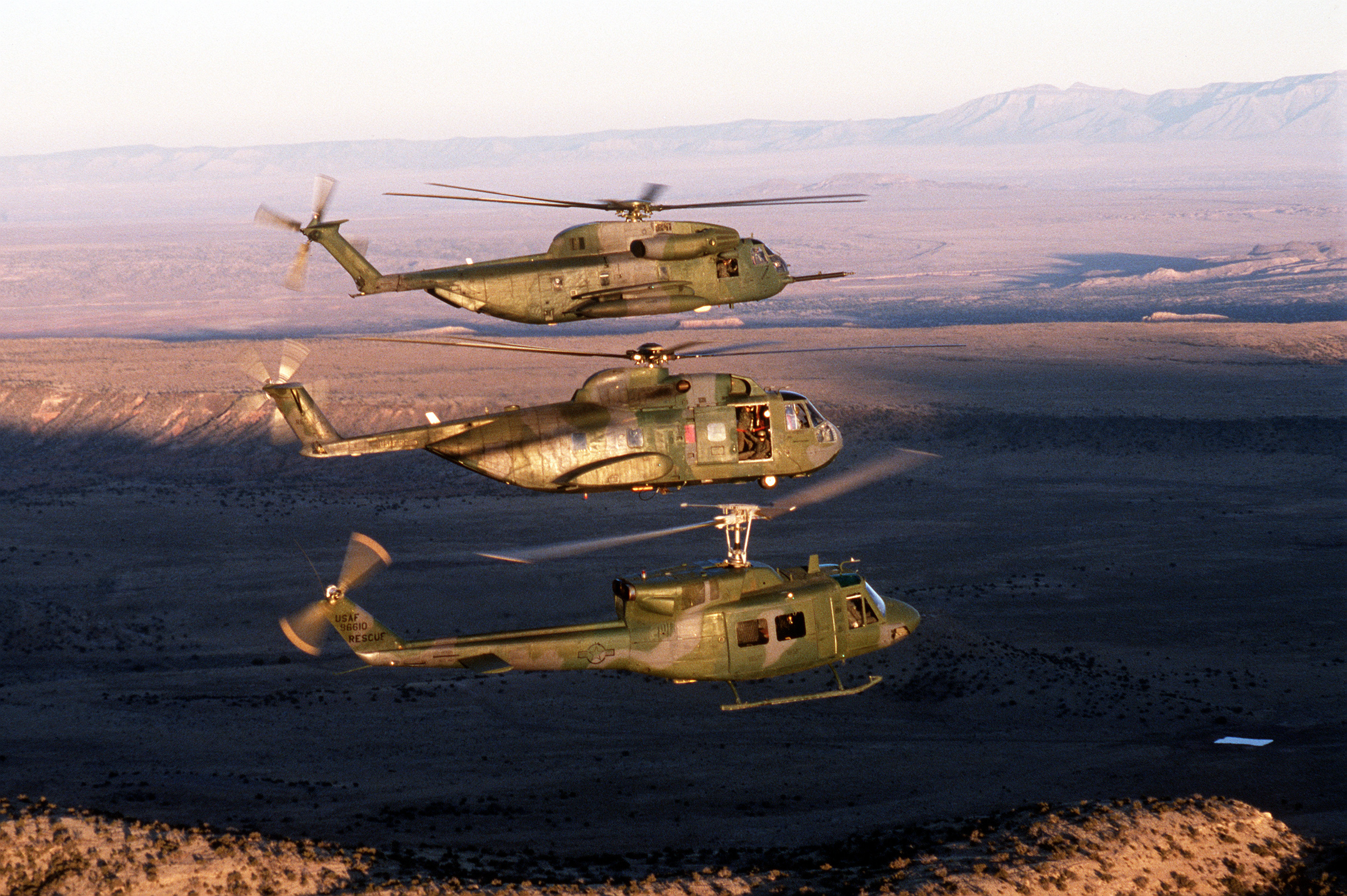
美軍三款直升機

- 攻擊直升機
- 侦察直升機
- 通信指挥直升機
- 运输直升機
- 反潛直升機
- 搜救直升機
- 多用途直升機
- 傾轉旋翼機

### 其他特殊用途

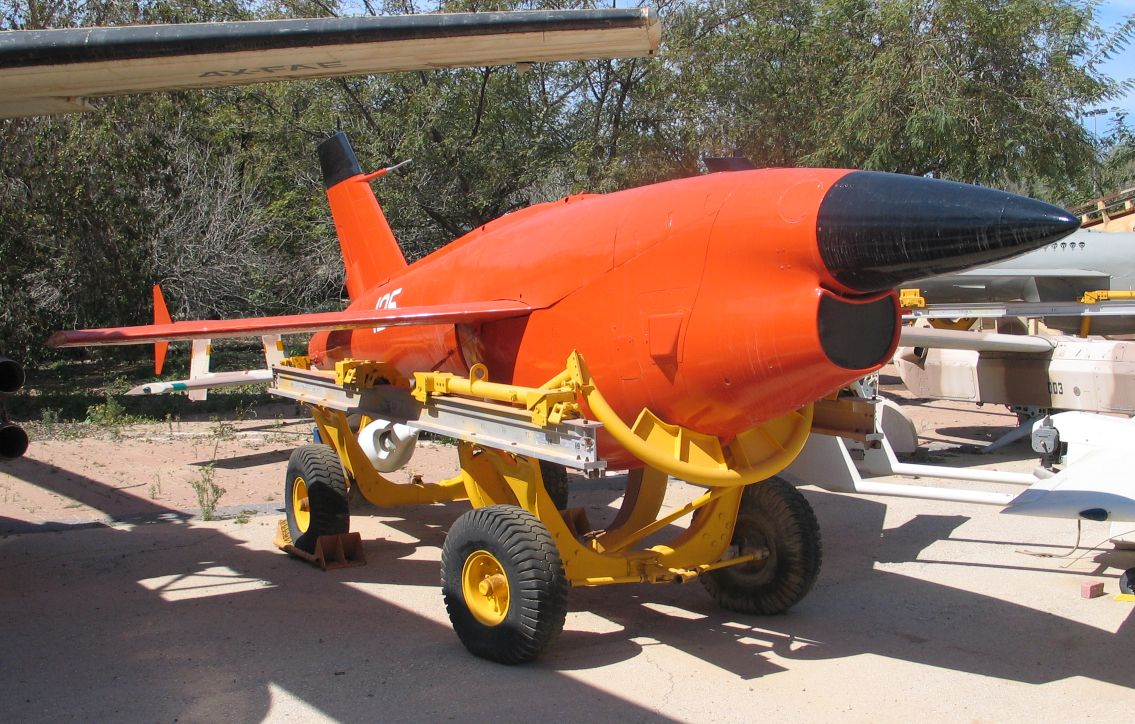
美國火蜂靶機

- 靶機
- 試驗機